# GNV Spirit
Die GNV Spirit ist eine Ro-Pax-Fähre der italienischen Reederei Grandi Navi Veloci.

## Geschichte
Das Schiff wurde unter der Baunummer 355 von der Howaldtswerke-Deutsche Werft AG in Kiel gebaut. Die Fertigstellung des Schiffes erfolgte Anfang April 2001. Am 5. April wurde es an die griechische Reederei Superfast Ferries übergeben und in Kiel getauft. Das Schiff, das als Superfast V in Fahrt kam, wurde in der Adria zwischen den griechischen Häfen Patras und Igoumenitsa und dem italienischen Hafen Ancona eingesetzt.
2010 wurde das Schiff für 81,5 Millionen Euro verkauft und kam als Cap Finistère für Brittany Ferries in Fahrt. Zunächst wurde es zwischen Portsmouth und Cherbourg sowie Portsmouth und Santander eingesetzt. Ab März 2011 fuhr das Schiff zwischen Portsmouth und Bilbao sowie Portsmouth und Santander. Ab Anfang 2021 verkehrte die Fähre zusätzlich zwischen Rosslare und Cherbourg sowie zwischen Rosslare und Bilbao.
Anfang 2022 wurde die Fähre durch die Salamanca ersetzt und an die italienische Reederei Grandi Navi Veloci verkauft. Das Schiff wurde in GNV Spirit umbenannt und unter die Flagge Zyperns gebracht.

## Technische Daten und Ausstattung
Der Antrieb des Schiffes erfolgt durch vier Viertakt-Sechzehnzylinder-Dieselmotoren des Herstellers Sulzer (Typ: NSD 16 ZAV 40S) mit zusammen 46.080 kW Leistung. Die Motoren wirken auf zwei Verstellpropeller. Das Schiff erreicht eine Geschwindigkeit von 28 kn. Es ist mit zwei Bugstrahl- und einem Heckstrahlruder ausgestattet. Die Bugstrahlruder verfügten zunächst über jeweils 900 kW Leistung und wurden 2010 gegen jeweils 1.500 kW starke Bugstrahlruder ausgetauscht.
Für die Stromversorgung stehen zwei Wellengeneratoren mit jeweils 1.680 kW (2.100 kVA Scheinleistung) sowie drei Dieselgeneratoren mit jeweils 1.600 kW Leistung (2000 kVA Scheinleistung) zur Verfügung. Weiterhin wurde ein Notgenerator mit 910 kW Leistung (1.137 kVA Scheinleistung) verbaut.
Das Schiff wurde Anfang 2015 auf der spanischen Werft Astilleros de Santander mit einem Gaswäscher zur Abgasentschwefelung ausgerüstet.
An Bord ist Platz für 850 Passagiere. Das Schiff verfügt über 265 Passagierkabinen mit insgesamt 842 Betten. Zusätzlich stehen zehn Kinderbetten zur Verfügung, die bei Bedarf in den Kabinen genutzt werden können. Die Kabinen befinden sich auf den Decks 7, 8 und 9.
Superfast Ferries hatte das Schiff mit einer Passagierkapazität von 1.600 Personen vermarktet, von denen 842 in Kabinen untergebracht werden konnten. Zusätzlich standen Ruhesessel zur Verfügung. Die hohe Passagierkapazität kam auch dadurch zustande, dass die Reederei „Camping on board“ anbot und Fahrgäste, die mit Wohnwagen oder Wohnmobilen unterwegs waren, in ihrem Fahrzeug übernachten konnten.
Auf den Ro-Ro-Decks mit 1.926 Spurmetern finden 500 Pkw oder 107 Lkw Platz. Die Ro-Ro-Decks, die sich auf den Decks 1, 2, 3, 5 und 6 befinden, sind über eine Bug- und drei Heckrampen erreichbar und im Schiff durch Rampen miteinander verbunden. Vor der Bugrampe befindet sich eine seitlich öffnende Bugklappe. Auf der Back befindet sich zusätzlich eine feste Rampe, die über eine landseitige Rampe genutzt werden kann. Ein Schott verschließt das dahinterliegende Ro-Ro-Deck. Die Decks 3 und 5 sind durchgehende Decks. Im hinteren Bereich des Schiffes geht das Ro-Ro-Deck auf Deck 5 in ein offenes Deck über. Hier konnten bei Superfast Ferries die „Camping on board“-Fahrzeuge abgestellt werden.